# Машаду, Тьягу
Тья́гу Жозе́ Пи́нту Маша́ду (порт. Tiago José Pinto Machado; род. 18 октября 1985, Вила-Нова-де-Фамаликан, Португалия) — португальский профессиональный шоссейный велогонщик, выступающий за команду Katusha–Alpecin.

## Карьера
Профессиональную карьеру Тьягу Машаду начал в 2008 году в португальской команде Madeinox-Boavista, за которую выступал два года. Лучшим результатом за эти годы стала победа в Troféu Joaquim Agostinho (2008) и титул чемпиона Португалии в гонке с раздельным стартом (2009).
В 2010 году он подписал контракт с командой высшего дивизиона Team RadioShack. В этом же году завоевал второе место в генеральной классификации Кольца Сарта, где также выиграл этап — индивидуальную гонку на время, а на Критериум Интернасиональ и Вольте Альгарве в общем зачете занял третье место, параллельно получив белую майку лучшего молодого гонщика. В 2011 году стал вторым в генеральной классификации Джиро дель Трентино, а в 2013 году третьим в недельной многодневке по дорогам Австралии — Тур Даун Андер.
В 2014 году португалец сменил команду на Team NetApp-Endura. Он завоевал викторию в общем зачете Тура Словении, второе место — на Туре Мурсии и третье — на Критериум Интернасиональ.
В сентябре 2014 года подписал контракт с Team Katusha на два следующих сезона.
Тьягу Машаду — гонщик, хорошо выступающий на недельных гонках. Он неплохо терпит некрутые горы и часто показывает хорошие результаты в гонке с раздельным стартом.

## Победы
| 2007 - Вольта Португалии — молодёжная классификация 2008 - Вольта Португалии — молодёжная классификация - Трофей Жуакима Агоштанью - Чемпионат Португалии - групповая гонка — 2-е место - индивидуальная гонка не время — 2-е место 2009 - Вольта Португалии — молодёжная классификация - Чемпион Португалии в индивидуальной гонке на время 2010 - Круг Сарты — этап 2b и 2-е место в общем зачёте - Вольта Алгарви — молодёжная классификация и 3-е место в общем зачёте - Критериум Интернасиональ — молодёжная классификация и 3-е место в общем зачёте - Джиро дель Трентино — 2-е место в общем зачёте | 2012 - Тур Даун Андер — 3-е место в общем зачёте 2013 - Тур Валлонии — горная классификация и 3-е место в общем зачёте - Чемпионат Португалии, групповая гонка — 2-е место 2014 - Тур Словении — генеральная классификация - Критериум Интернасиональ — 3-е место в общем зачёте |

## Статистика выступлений наГранд Турах
| Гранд Тур | 2011 | 2012 | 2013 | 2014 | 2015 |
| --------- | ---- | ---- | ---- | ---- | ---- |
| Джиро     | 19   | -    | 36   | -    | -    |
| Тур       | -    | -    | -    | 72   | 72   |
| Вуэльта   | 32   | 40   | -    | -    | -    |